# Francisco Casavella
Francisco Casavella, pseudonimo di Francisco García Hortelano (Barcellona, 15 ottobre 1963 – Barcellona, 17 dicembre 2008), è stato uno scrittore spagnolo.

## Biografia
Francisco García Hortelano nasce a Barcellona il 15 ottobre 1963.
Dopo avere intrapreso studi universitari di diritto e filologia, comincia a scrivere a partire dal 1984 ed esordisce nel 1990 con El triunfo, vincendo il Premio Tigre Juan l'anno successivo.
Nel corso della sua carriera pubblica 8 romanzi (tra i quali la monumentale Trilogia del Watusso), cura un paio di sceneggiature e collabora con riviste e quotidiani come El País.
Insignito del Premio Nadal nel gennaio del 2008 per il romanzo Lo que sé de los vampiros, muore alcuni mesi dopo, il 17 dicembre a causa di un infarto.
A partire dal 2010 viene istituito in suo onore il Premio de novela Francisco Casavella in sostituzione dei finalisti del Premio Nadal.

## Opere

### Romanzi
- El triunfo (1990)
- Quédate (1993)
- Un enano español se suicida en Las Vegas (1997)
- El secreto de las fiestas (1997)
- Lo que sé de los vampiros (2008)

### Trilogia del Watusso
- I giochi feroci (Los juegos feroces, 2002), Milano, Mondadori, 2005 traduzione di Maria Nicola ISBN 88-04-52691-2.
- Gioieli e vento (Viento y joyas, 2002), Milano, Mondadori, 2005 traduzione di Maria Nicola ISBN 88-04-52691-2.
- La lingua impossibile (El idioma imposible, 2003), Milano, Mondadori, 2005 traduzione di Maria Nicola ISBN 88-04-52691-2.

### Saggi
- Elevación, elegancia y entusiasmo (2009)

## Filmografia
- Antártida, regia di Manuel Huerga (1995) (sceneggiatura)
- Dues dones, regia di  Enric Folch  (1998) (sceneggiatura)
- Volverás, regia di Antonio Chavarrías (2002) (soggetto)
- El triunfo, regia di Mireia Ros (2006) (soggetto)
- El idioma imposible, regia di Rodrigo Rodero (2010) (soggetto)

## Premi e riconoscimenti
- Premio Tigre Juan: 1991 vincitore con El triunfo
- Premio Nadal: 2008 vincitore con Lo que sé de los vampiros